# Егбиль
Егбиль — река в России, протекает по Вилегодскому району Архангельской области. Является левым притоком реки Виледь (бассейн Северной Двины).

## География
Устье реки находится в 93 км по левому берегу реки Виледи. Егбиль течёт по лесной, ненаселённой местности, в нижнем течении на реке находится деревня Слободка (Жабья Слободка). Длина реки составляет 18 км, она течёт, описывая петлю, сначала с юга на север, затем на запад, потом на юг и снова на запад. Площадь водосборного бассейна — 73 км².

## Данные водного реестра
По данным государственного водного реестра России относится к Двинско-Печорскому бассейновому округу, водохозяйственный участок реки — Вычегда от города Сыктывкар и до устья, речной подбассейн реки — Вычегда. Речной бассейн реки — Северная Двина.
Код объекта в государственном водном реестре — 03020200212103000024778.